# ستيفن رووي
ستيفن رووي هو مدون وشاعر كندي، ولد في 7 أبريل 1980 في Heart's Content, Newfoundland and Labrador ‏ في كندا.